# Jeong Hae-rim
Jeong Hae-rim (kor. 정해림; ur. 16 grudnia 1995) – południowokoreańska snowboardzistka, srebrna medalistka mistrzostw świata juniorów.

## Kariera
Po raz pierwszy na arenie międzynarodowej pojawiła się 20 sierpnia 2010 roku w Mt Hutt, gdzie w zawodach FIS Race zajęła ósme miejsce w gigancie równoległym. W 2011 roku wystąpiła na mistrzostwach świata juniorów w Valmalenco, zajmując 28. miejsce w gigancie i 36. miejsce w slalomie równoległym. Jeszcze trzykrotnie startowała w zawodach tego cyklu, najlepsze wyniki osiągając podczas mistrzostw świata juniorów w Yabuli w 2015 roku, gdzie zdobyła srebrny medal w slalomie równoległym. Na tej samej imprezie była też szósta w gigancie równoległym.
W zawodach Pucharu Świata zadebiutowała 9 lutego 2011 roku w Yongpyong, zajmując 22. miejsce w slalomie równoległym. Nie stawała na podium zawodów pucharowych. Najlepsze wyniki osiągnęła w sezonie 2016/2017, kiedy to zajęła 31. miejsce w klasyfikacji PAR. W 2017 roku zajęła 21. miejsce w slalomie i 24. miejsce w gigancie równoległym podczas mistrzostw świata w Sierra Nevada.

## Osiągnięcia

### Mistrzostwa świata
| Miejsce | Dzień       | Rok  | Miejscowość   | Konkurencja       | Zwyciężczyni              |
| ------- | ----------- | ---- | ------------- | ----------------- | ------------------------- |
| DNF     | 25 stycznia | 2013 | Stoneham      | Gigant równoległy | Isabella Laböck           |
| 33.     | 27 stycznia | 2013 | Stoneham      | Slalom równoległy | Jekatierina Tudiegieszewa |
| 27.     | 22 stycznia | 2015 | Kreischberg   | Slalom równoległy | Ester Ledecká             |
| 38.     | 23 stycznia | 2015 | Kreischberg   | Gigant równoległy | Claudia Riegler           |
| 21.     | 15 marca    | 2017 | Sierra Nevada | Slalom równoległy | Daniela Ulbing            |
| 24.     | 16 marca    | 2017 | Sierra Nevada | Gigant równoległy | Ester Ledecká             |
| 16.     | 4 lutego    | 2019 | Park City     | Gigant równoległy | Selina Jörg               |
| 38.     | 5 lutego    | 2019 | Park City     | Slalom równoległy | Julie Zogg                |
| 23.     | 1 marca     | 2021 | Rogla         | Gigant równoległy | Selina Jörg               |
| 25.     | 2 marca     | 2021 | Rogla         | Slalom równoległy | Sofija Nadyrszina         |

### Puchar Świata

#### Miejsca w klasyfikacji generalnej PAR
- sezon 2010/2011: 46.
- sezon 2011/2012: 63.
- sezon 2012/2013: 53.
- sezon 2013/2014: 41.
- sezon 2014/2015: 44.
- sezon 2015/2016: 34.
- sezon 2016/2017: 31.

#### Miejsca na podium w zawodach
Jeong nie stawała na podium zawodów PŚ.